# 竹内義憲
竹内 義憲（たけうち よしのり、1992年10月8日 - ）は、日本の男子バドミントン選手。日立情報通信エンジニアリングバドミントン部所属。2022年から2023年まで、バドミントン日本代表ナショナルチームAに選出されていた。

## 経歴
高校時代は竹内宏気とペアを組み、2010年の全国高校選抜と全国高校総体の、男子ダブルスと男子団体の2種目で優勝した。
2017年に日立情報通信エンジニアリングのバドミントン部に入部。大学時代の後輩である松居圭一郎とペアを組み始める。
2022年にはバドミントン日本A代表に選出された。